# Harun Putra
Tuanku Syed Harun Putra ibni Almarhum Syed Hassan Jamalullail, né le 25 novembre 1920 à Arau et mort le 16 avril 2000 à Kuala Lumpur, est raja de l'État du Perlis de 1945 à sa mort et roi de Malaisie de 1960 à 1965.

## Jeunesse
Harun Putra est le fils de Syed Hassan bin Syed Mahmud Jamalullail (1897 – 18 octobre 1935), héritier présomptif du trône de Perlis, et de la roturière Wan Teh binti Wan Endut (1898 – 27 décembre 1952). Né à Arau, il fréquente la Arau Malay School puis la Penang Free School entre 1937 et 1939. À l’âge de 18 ans, il rejoint l’administration de Perlis, devenant magistrat. En 1940, il se rend à Kuala Lumpur et travaille à la Cour pénale.

## La crise de succession de Perlis
Le quatrième raja de Perlis, Syed Alwi ibni Syed Safi Jamalullail (né en 1881, qui règne entre 1905 et 1943) était sans enfants. Cependant, plusieurs de ses demi-frères étaient en compétition pour devenir héritier présomptif. La succession au trône de Perlis n'est pas figée et un héritier présomptif doit être confirmé à ce poste par le Conseil d’État où siège le raja.
Le grand-père paternel de Syed Harun, Syed Mahmud, était le fils aîné de Syed Safi ibni Almarhum Syed Alwi Jamalullail (le troisième raja). Il était également le demi-frère du raja Syed Alwi. Il était Raja Muda (Raja en second) jusqu’en 1912, quand il est poursuivi en justice et emprisonné à Alor Setar, au Kedah, jusqu'en 1917, avant de mourir deux ans plus tard. Le 6 décembre 1934, le fils de Syed Mahmud, Syed Hassan, est désigné bakal raja (héritier présomptif) par le Conseil d'État, mais il meurt le 18 octobre 1935.
Le 30 avril 1938, le Conseil d'État choisit Syed Harun, fils de Syed Hassan, comme bakal raja. Le choix se heurte a l’opposition de Syed Hamzah, le plus jeune demi-frère du raja Syed Alwi et lui-même vice-président du Conseil d'État, qui déclare que Syed Harun est trop éloigné du trône selon les lois de successions islamiques (la primogéniture ne s’applique pas à Perlis). Cependant, l’administration coloniale britannique supporte Syed Harun.

## Occupation japonaise
Au début de la Seconde guerre mondiale, Raja Syed Alwi se replie à Kuala Kangsar, Perak. Il revient à Perlis le 28 décembre 1941 mais il est profondément affaiblit par la maladie et les affaires de l’État sont gérées par Syed Hamzah. Syed Harun est alors à Kuala Lumpur, le sultan Musa Ghiatuddin Riayat Shah de Selangor lui ayant demandé de rester dans la capitale. En mai 1942, Syed Hamzah persuade Raja Syed Alwi d’être lui-même désigné Bakal Raja aux dépens de Syed Harun. Raja Syed Alwi meurt à Arau le 1er février 1943 et le jour suivant, avant les funérailles, Syed Hamzah est proclamé cinquième Raja de Perlis, avec le consentement du gouverneur militaire japonais de Kedah et Perlis.
Syed Harun et sa famille demeurent à Klang jusqu’au 15 mai 1942, puis retournent à Perlis. Il vit dans une hutte près de la gare de chemin de fer d’Arau et reçoit une allocation mensuelle de 90$ du Raja Syed Alwi mais qui n’est pas reconduite après sa mort. Le 29 mars 1945, il se rend à Kelantan, ville natale de sa consort Tengku Budriah, où il vend des gâteaux pour survivre.

## Retour des Britanniques
L’Administration militaire britannique (BMA), sous l’autorité du Lord Louis Mountbatten, refuse de reconnaître Syed Hamzah comme Raja. Le 18 septembre 1945, Syed Hamzah abdique,. Il s’exile en Thaïlande et meurt à Arau le 20 février 1958.
Le 4 décembre 1945, les Britanniques proclament Syed Harun en tant que sixième Raja de Perlis. Il revient à Perlis depuis Kelantan, en passant par Padang Besar. Il est couronné le 12 mars 1949.

## L’Union malaise
Raja Syed Harun s’oppose au traité de l’Union malaise en disant qu’il contrevient au traité conclu entre Perlis et les Britanniques en 1930, donnant les pouvoirs de gouvernement au conseil du Raja. Ses revendications sont ignorées par les Britanniques. Comme tous les autres souverains malais, Raja Syed Harun rejette le traité de l’Union malaise.

## Election en tant que Vice-Roi
Raja Syed Harun est élu Vice-Yang di-Pertuan Agong par les autres souverains malais et s’acquitte de sa tâche du 14 avril 1960 à la mort du sultan Hisamuddin Alam Shah le 1er septembre 1960.

## Election en tant que Roi
Raja Syed Harun est élu troisième Yang di-Pertuan Agong de la fédération de Malaisie (Federation of Malaya) indépendante et occupe cette fonction à partir du 21 septembre 1960. Il prend ses quartiers à Istana Negara le 4 janvier 1961. Le 16 septembre 1963, avec la proclamation de la Malaisie (Malaysian Federation) comprenant Malaya, Sabah, Sarawak et Singapour, il devient Yang di-Pertuan Agong de Malaisie. Son mandat prend fin le 20 septembre 1965. Son fils, Tuanku Syed Sirajuddin, est élu Yang di-Pertuan Agong entre 2001 et 2006 après la mort du sultan Salahuddin Abdul Aziz Shah de Selangor.

## Rôle en tant que Roi
En septembre 1963, la Malaisie est instituée et Syed Harun devient le dernier roi de Malaya et le premier roi de Malaisie, ainsi que le seul roi qu’a connu Singapour au cours de l’époque moderne.
La fin du mandat de Raja Syed Harun est marqué par la confrontation indonésio-malaisienne (Konfrontasi) entre la jeune Malaisie et son grand voisin l’Indonésie. Il propose de rester Yang di-Pertuan Agong jusqu’à la fin de la confrontation, mais cette proposition est rejetée par le premier ministre Tunku Abdul Rahman.
En tant que Yang di-Pertuan Agong, il prend grand soin des regalia du royaume, négligées sous son prédécesseur Sultan Hisamuddin Alam Shah et qu’il tenait responsables pour sa mort mystérieuse.
Le stade Negara, le bâtiment du Parlement de Malaisie, le Muzium Negara, l’aéroport international Subang, la Masjid Negara font partie des constructions marquantes de son règne.
Egalement, juste avant la fin de son mandat, Singapour proclame son indépendance.

## Fin de vie et décès
Raja Syed Harun devient à la fin de sa vie le doyen des dirigeants malaisiens, donnant des conseils notamment pendant les crises constitutionnelles provoquées par le premier ministre Mahathir Mohamad en 1983 et 1993. Il meurt à l’Institut Jantung Negara Sdn Bhd, à Kuala Lumpur, le 16 avril 2000 après une attaque cardiaque. Il est inhumé au mausolée royal d’Arau, Perlis.

## Vie familiale
Syed Harun a été marié deux fois :
1.    En 1941 avec Tengku Budriah binti Tengku Ismail du sultanat de Pattani en Thaïlande. Elle est consort avec le titre de Raja Perempuan of Perlis et comme  Raja Permaisuri Agong. Elle est la mère de l’actuel Raja de Perlis, Tuanku Syed Sirajuddin, ainsi que de cinq autres garçons et cinq autres filles.
2.    En 1952 avec Che Puan Maiam (née Riam Pessayanavin, 23 avril 1924–1986). Il a avec elle trois fils et une fille. Elle est une thaïlandaise musulmane de Bangkok et Miss Siam en 1939. 